# Plataraea dubiosa
Plataraea dubiosa – gatunek chrząszcza z rodziny kusakowatych i podrodziny rydzenic.
Gatunek ten opisany został po raz pierwszy w 1935 roku przez Georga Benicka pod nazwą Atheta dubiosa.
Chrząszcz o wydłużonym ciele długości od 3,5 do 4,9 mm. Głowa jest szersza niż dłuższa, słabiej niż u P. brunnea lśniąca, ciemnobrązowa, o zaokrąglonych i dłuższych niż oczy skroniach. Powierzchnię ma koliście szagrynowaną, drobno i rzadko punktowaną. Czułki są smukłe, o członie ostatnim co najmniej dwukrotnie dłuższym niż szerokim. Jasnożółtawobrązowe, również słabiej niż u P. brunnea błyszczące przedplecze jest o mniej niż 1/5 szersze niż dłuższe, wyraźnie szersze od głowy, płaskie, szagrynowane i punktowane tak jak głowa. Owłosienie na linii środkowej przedplecza kieruje się ku przodowi w połowie przedniej i ku tyłowi w połowie tylnej. Żółtobrązowe pokrywy są nieznacznie ciemniejsze od przedplecza i w barkach szersze od niego. Punkty na ich powierzchni są niezmodyfikowane, rozmieszczone niezbyt gęsto, wyraźnie widoczne. Odwłok ma równoległe boki, ciemnobrązowe ubarwienie i nie większe niż na pokrywach punktowanie. U samca na piątym tergicie brak jest guzka, a na tylnej krawędzi szóstego tergitu znajdują się ząbki.
Gatunek palearktyczny, europejski, znany z Niemiec, Szwajcarii, Austrii, Finlandii, Estonii, Polski, Czech, Słowacji, Węgier, Rumunii, Bułgarii, Chorwacji, Bośni i Hercegowiny oraz europejskiej części Rosji. W Polsce podawany z pojedynczych stanowisk w Górach Świętokrzyskich i Bieszczadach.